# Arcens
Arcens és un municipi francès situat al departament de l'Ardecha i a la regió d'Alvèrnia-Roine-Alps. L'any 2007 tenia 417 habitants.

## Demografia

### Població
El 2007 la població de fet d'Arcens era de 417 persones. Hi havia 184 famílies de les quals 68 eren unipersonals (36 homes vivint sols i 32 dones vivint soles), 44 parelles sense fills, 60 parelles amb fills i 12 famílies monoparentals amb fills.
La població ha evolucionat segons el següent gràfic:
Habitants censats

### Habitatges
El 2007 hi havia 332 habitatges, 185 eren l'habitatge principal de la família, 118 eren segones residències i 29 estaven desocupats. 276 eren cases i 54 eren apartaments. Dels 185 habitatges principals, 135 estaven ocupats pels seus propietaris, 45 estaven llogats i ocupats pels llogaters i 5 estaven cedits a títol gratuït; 2 tenien una cambra, 12 en tenien dues, 32 en tenien tres, 67 en tenien quatre i 72 en tenien cinc o més. 149 habitatges disposaven pel capbaix d'una plaça de pàrquing. A 87 habitatges hi havia un automòbil i a 62 n'hi havia dos o més.

### Piràmide de població
La piràmide de població per edats i sexe el 2009 era:
| Homes | Edats   | Dones |
| ----- | ------- | ----- |
| 0     | 95 o +  | 0     |
| 0     | 90 a 94 | 4     |
| 8     | 85 a 89 | 4     |
| 0     | 80 a 84 | 0     |
| 0     | 75 a 79 | 20    |
| 12    | 70 a 74 | 12    |
| 36    | 65 a 69 | 16    |
| 8     | 60 a 64 | 28    |
| 4     | 55 a 59 | 4     |
| 12    | 50 a 54 | 16    |
| 12    | 45 a 49 | 28    |
| 16    | 40 a 44 | 8     |
| 28    | 35 a 39 | 12    |
| 16    | 30 a 34 | 8     |
| 20    | 25 a 29 | 8     |
| 16    | 20 a 24 | 4     |
| 16    | 15 a 19 | 12    |
| 20    | 10 a 14 | 12    |
| 4     | 5 a 9   | 8     |
| 8     | 0 a 4   | 8     |

## Economia
El 2007 la població en edat de treballar era de 242 persones, 174 eren actives i 68 eren inactives. De les 174 persones actives 161 estaven ocupades (101 homes i 60 dones) i 13 estaven aturades (6 homes i 7 dones). De les 68 persones inactives 24 estaven jubilades, 18 estaven estudiant i 26 estaven classificades com a «altres inactius».

### Ingressos
El 2009 a Arcens hi havia 183 unitats fiscals que integraven 405 persones, la mediana anual d'ingressos fiscals per persona era de 14.036 €.

### Activitats econòmiques
Dels 23 establiments que hi havia el 2007, 1 era d'una empresa extractiva, 3 d'empreses alimentàries, 1 d'una empresa de fabricació d'altres productes industrials, 7 d'empreses de construcció, 3 d'empreses de comerç i reparació d'automòbils, 1 d'una empresa de transport, 6 d'empreses d'hostatgeria i restauració i 1 d'una empresa immobiliària.
Dels 9 establiments de servei als particulars que hi havia el 2009, 1 era una oficina de correu, 3 paletes, 1 fusteria, 1 lampisteria, 1 electricista i 2 restaurants.
Dels 3 establiments comercials que hi havia el 2009, 1 era una botiga de més de 120 m², 1 una botiga de menys de 120 m² i 1 una fleca.
L'any 2000 a Arcens hi havia 6 explotacions agrícoles.

## Equipaments sanitaris i escolars
El 2009 hi havia 2 escoles elementals.

## Poblacions més properes
El següent diagrama mostra les poblacions més properes.